# Supoj Saenla
Supoj Saenla est un ancien joueur professionnel de snooker, de nationalité thaïlandaise, né le 15 août 1980, et vivant à Chiang Mai. 
Il a été champion d'Asie 2007 à Karachi (Pakistan), en battant Yasin Merchant par 7-0. Il a intégré le circuit principal après ce titre, mais l'a quitté à la fin de la saison 2008-2009.

## Palmarès
| Légende | Catégorie                      | Titres                         | Finales                        |
|         | Tournois classés               | 0                              | 0                              |
|         | Tournois non classés           | 0                              | 0                              |
|         | Tournois pro-am                | 1                              | 1                              |
|         | Tournois en équipes            | 0                              | 1                              |
|         | Tournois amateurs              | 4                              | 1                              |
| Gras    | Tournois de la triple couronne | Tournois de la triple couronne | Tournois de la triple couronne |

### Titres
| Saison | Nom du tournoi                       | Lieu      | Finaliste          | Score |
| 2001   | Championnat d'Asie amateur -21 ans   |           | Manan Chandra      | 6-0   |
| 2007   | Championnat d'Asie amateur           | Karachi   | Yasin Merchant     | 7-0   |
| 2007   | Championnat de Thailande amateur     |           | Thepchaiya Un-Nooh | 5-4   |
| 2007   | Championnat de Thailande amateur (2) |           | Kobkit Palajin     | 5-1   |
| 2009   | Jeux asiatiques du sud-est           | Vientiane | Thor Chuan Leong   | 4-3   |

### Finales
| Saison    | Nom du tournoi                           | Lieu    | Finaliste        | Score |
| 2002-2003 | Jeux asiatiques                          | Pusan   | Ding Junhui      | 1-3   |
| 2009      | Jeux asiatiques du sud-est (par équipes) | Manille | Philippines      |       |
| 2010      | Championnat de Thailande amateur         |         | Noppadol Sangnil | 3-5   |